# Bruk (wieś)
Bruk – wieś w Polsce, w województwie pomorskim, w powiecie sztumskim, w gminie Dzierzgoń. Wieś jest siedzibą sołectwa w którego skład wchodzą również Pawłowo i Piaski Sztumskie.
| SIMC    | Nazwa   | Rodzaj     |
| ------- | ------- | ---------- |
| 0149140 | Pawłowo | przysiółek |

W latach 1975–1998 miejscowość administracyjnie należała do województwa elbląskiego. Według danych GUS (Narodowy Spis Powszechny 2011) liczba ludności wynosiła 520 osób, w tym 246 kobiet.

## Zabytki
Według rejestru zabytków NID na listę zabytków wpisany jest zespół dworski, poł. XIX w.:
- dwór, nr rej.: A-882 z 12.12.1980
- park, nr rej.: A-882 z 6.01.1977 i z 3.09.1996

Parterowy dwór z przełomu XVIII i XIX wieku, z mansardowym dachem i facjatką, posiada formę barokową oraz klasycystyczny detal ozdobny. Ponadto w Bruku znajduje się kościół pod wezwaniem Matki Bożej Częstochowskiej, będący filią parafii w Bągarcie.